# سوزي كاستيو
سوزي كاستيو (بالإسبانية: Susie Castillo)‏ هي عارضة أزياء وممثلة ومذيعة وملكة جمال أمريكية ولدت في يوم 27 أكتوبر 1979 في بلدة ميثيون في ماساتشوستس في الولايات المتحدة لأب دومينيكاني وأم بورتوريكية، في سنة 2003 فازت بلقب ملكة جمال الولايات المتحدة وسبق لها الترشح لنيل جائزة ملكة جمال المراهقات في الولايات المتحدة، عملت مع عدة قنوات تلفزيونية أشهرها قناة إم تي في.

## نشأتها
ولدت كاستيلو في ميثوين ، ماساتشوستس ، لأب دومينيكي وأم من بورتوريكو انفصلا عندما كانت طفلة. بعد أن تخلى والدها عن الأسرة ، انتقلت والدتها إلى لورانس ، ماساتشوستس ، وعملت في عدة وظائف من أجل تحمل نفقات المعيشة والتعليم لعائلتها. لقد تأثرت بشكل كبير بتراثها البورتوريكي ، رغم أنها ذكرت أنها تعتبر نفسها كلاً من بورتوريكو والدومينيكان. بحلول عام 1996 ، في سن ال 16 ، أصبح كاستيلو بالفعل نموذجًا محترفًا يظهر في العديد من المجلات والإعلانات التجارية للمراهقين. بعد تخرجها من مدرسة ميثوين الثانوية ، التحقت بكلية انديكوت ، وفي عام 2001 حصلت على درجة البكالوريوس في الهندسة المعمارية والتصميم الداخلي. حصلت على جائزة كابستون تقديراً لأطروحتها العليا. وهي عضو في نادي نسائي كابا دلتا.

## روابط خارجية
- سوزي كاستيو على موقع IMDb (الإنجليزية)
- سوزي كاستيو على موقع ألو سيني (الفرنسية)
- سوزي كاستيو على موقع قاعدة بيانات الفيلم (الإنجليزية)
- سوزي كاستيو على موقع كينوبويسك (الروسية)